# Nifenazone
Il nifenazone è un derivato pirazolonico dotato di attività analgesica ed antinfiammatoria. Trova impiego nel trattamento di disturbi muscolo-scheletrici e articolari (artrite acuta e cronica, forme reumatiche, mialgie).
Il nifenazone può essere somministrato per via orale o rettale a dosi di 200–400 mg 2-3 volte al giorno.
Sono descritti nausea, dispepsia, stomatiti, agranulocitosi e discrasie ematiche. Il farmaco deve essere impiegato con cautela nei pazienti affetti da ulcera peptica.